# Tia Kofi
Lawrence John Bolton, més coneguda pel nom artístic Tia Kofi   (Essex, 30 de setembre de 1990), és una drag-queen i cantant anglesa d'ascendència nigeriana. Se la coneix per haver competit en la segona temporada de RuPaul's Drag Race UK (2021) i per haver guanyat la segona temporada de RuPaul's Drag Race: UK vs. the World (2024).

## Vida primerenca
Tot i que és de Clapham, un barri a la zona sud de Londres, va néixer a Essex. És de pare britànic i mare nigeriana; els seus pares es van conèixer a la universitat. Ella va assistir un temps a la Universitat de Nottingham, però no es va graduar.

## Carrera

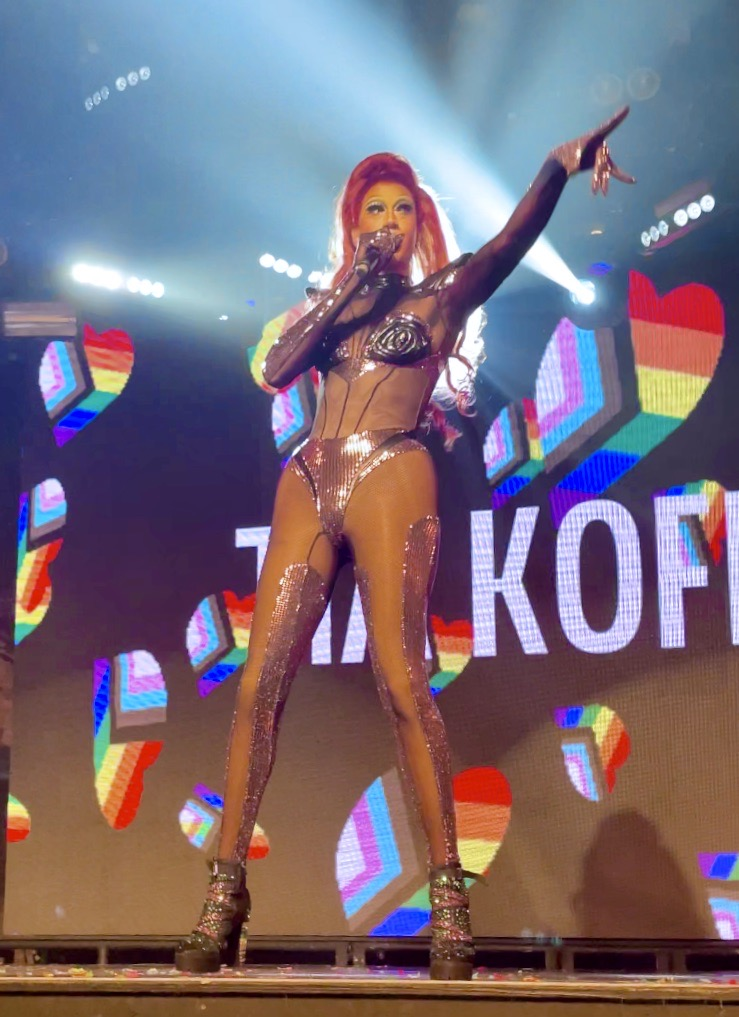
Actuació de Tia Kofi del 2022

Kofi va començar la carrera com a drag-queen el 2014, justament el mateix dia i al mateix esdeveniment que Sum Ting Wong, concursant de la primera temporada de RuPaul's Drag Race UK. Va adoptar com a nom drag Tia Kofi, que és un joc de paraules amb la frase «Tea or coffee?» (lit. ‘Te o cafè?’). En la seva primera actuació, Kofi va reconèixer que s'havia batejat així en referència a l'actriu Tia Mowry de la comèdia americana Sister, Sister i a l'exsecretari general de les Nacions Unides, Kofi Annan.
Kofi pertany a un grup de drags anomenat The Vixens, format per la mateixa Kofi, Pixie Polite i Woe Addams.
El desembre del 2020, es va anunciar que Kofi seria una de les dotze concursants de la segona temporada de RuPaul's Drag Race UK. Després de sincronitzar els llavis per comptes de cantar en tres ocasions, va acabar en setena posició.
El febrer del 2021, poc temps passada l'expulsió de Drag Race, Kofi va llançar el seu senzill de debut «Outside In» (coescrit per Little Boots, Tom Aspaul i Gil Lewis), acompanyat de videoclip. A maig, va actuar al Vaudeville Theatre en l'esdeveniment Drag Queens of Pop, un dels primers al West End després del tercer confinament a Anglaterra; hi va compartir escenari amb The Vivienne, la guanyadora de la primera temporada del programa, i Veronica Green, una companya de la segona edició del concurs.
El febrer del 2022, com a concursant de la segona temporada, va fer part de la gira RuPaul's Drag Race UK: The Official Tour, realitzada en associació amb World of Wonder i l'empresa promotora Voss Events. Hi interpretava «Outside In» seguit de «Don't Start Now» de Dua Lipa i «No Way» del musical Six. El maig del 2023, va llançar el seu tercer EP, titulat Pride. Power. Pop., i el senzill «Standing Up for the Lonely». També va fer de l'assistent digital ALGO en la segona temporada d'Olga Koch: OK Computer a BBC Radio 4 des del maig del 2023.
El gener del 2024, es va saber que Kofi competiria en la segona temporada de RuPaul's Drag Race: UK vs. the World. Més tard, va guanyar el programa i va ser coronada «Queen of the Mothertucking World». Així doncs, va obtenir el primer premi en metàl·lic en tota la història de la franquícia, amb valor de 50.000 £.
El 5 de maig del 2024, va presentar l'esdeveniment d'obertura «Turquoise Carpet» del Festival de la Cançó d'Eurovisió 2024 juntament amb la drag queen sueca Elecktra.

## Vida personal
S'identifica com a queer i utilitza els pronoms they i she. És la mare drag de Victoria Scone. Va sortir vora cinc anys amb Pixie Polite, un company seu del grup drag The Vixens. La seva mare va morir el 2022.

## Filmografia

### Cinema
| Any  | Títol                                | Paper                   | Notes          | Ref.   |
| ---- | ------------------------------------ | ----------------------- | -------------- | ------ |
| 2004 | Harry Potter i el presoner d'Azkaban | Estudiant de Hufflepuff | Actriu de fons | [ 24 ] |

### Televisió
| Any  | Títol                                | Paper        | Notes                               | Ref.   |
| ---- | ------------------------------------ | ------------ | ----------------------------------- | ------ |
| 2021 | RuPaul's Drag Race UK                | Concursant   | Segona temporada                    | [ 3 ]  |
| 2021 | Celebrity Gogglebox                  | Ella mateixa | Especial Black to Front (amb Tayce) | [ 25 ] |
| 2021 | Children in Need 2021                | Ella mateixa | Aparició com a convidada            | [ 26 ] |
| 2021 | Be Here, Be Queer                    | Ella mateixa | Especial de Netflix                 | [ 8 ]  |
| 2022 | Eating with My Ex                    | Ella mateixa | Especial de celebritats             | [ 27 ] |
| 2022 | Celebrity Catchpoint                 | Ella mateixa | Convidada especial                  | [ 28 ] |
| 2022 | Celebrity Lingo                      | Ella mateixa | Convidada                           | [ 29 ] |
| 2022 | Bring Back My Girls                  | Ella mateixa | Convidada                           | [ 30 ] |
| 2024 | RuPaul's Drag Race: UK vs. the World | Concursant   | Segona temporada                    | [ 31 ] |

### Videoclips
| Any  | Títol                   | Artista                 | Ref.   |
| ---- | ----------------------- | ----------------------- | ------ |
| 2017 | «Gotta Get a Grip»      | Mick Jagger             |        |
| 2021 | «My House»              | Jodie Harsh             | [ 32 ] |
| 2021 | «Outside In»            | Tia Kofi                | [ 33 ] |
| 2021 | «Look What You've Done» | Tia Kofi i Cahill       | [ 34 ] |
| 2021 | «Loving Me Like That»   | Tia Kofi                | [ 35 ] |
| 2021 | «Jingle Bell Rock»      | The Vivienne i Tia Kofi | [ 36 ] |
| 2022 | «Get Better»            | Tia Kofi                | [ 37 ] |
| 2022 | «So Good»               | Tia Kofi                | [ 38 ] |

### Websèries
| Any  | Títol              | Paper      | Notes                           | Ref.   |
| ---- | ------------------ | ---------- | ------------------------------- | ------ |
| 2021 | I Like to Watch UK | Convidada  | Produït per Netflix             | [ 39 ] |
| 2022 | Eating with My Ex  | Convidada  | Produït per BBC Three           | [ 40 ] |
| 2022 | Little Rants       | Convidada  | Produït per Funny Parts         | [ 41 ] |
| 2022 | Tea Time           | Amfitriona | Produït per la revista Attitude | [ 42 ] |

## Discografia

### Àlbums
| Títol        | Detalls                                                                                           |
| ------------ | ------------------------------------------------------------------------------------------------- |
| Read My Lips | - Estrena: març del 2024 - Discogràfica: Intention - Format: Descàrrega digital, streaming, vinil |

### EPs
| Títol                | Detalls                                                                                             |
| -------------------- | --------------------------------------------------------------------------------------------------- |
| Part 1: The Damage   | - Estrena: 2 de setembre del 2021 - Discogràfica: Intention - Format: Descàrrega digital, streaming |
| Part 2: The Antidote | - Estrena: 1 de juliol del 2022 - Discogràfica: Intention - Format: Descàrrega digital, streaming   |
| Pride. Power. Pop.   | - Estrena: 26 de maig del 2023 - Discogràfica: Intention - Format: Descàrrega digital, streaming    |

### Senzills
| Títol                                 | Any  | Àlbum                |
| ------------------------------------- | ---- | -------------------- |
| «Outside In»                          | 2021 | Part 1: The Damage   |
| «Look What You've Done» (amb Cahill)  | 2021 | Part 1: The Damage   |
| «Loving Me Like That»                 | 2021 | Part 1: The Damage   |
| «I Want It All»                       | 2021 | Part 1: The Damage   |
| «Jingle Bell Rock» (amb The Vivienne) | 2021 | Non-album single     |
| «Get Better»                          | 2022 | Part 2: The Antidote |
| «Heart Beating» (amb MRSHLL)          | 2022 | Part 2: The Antidote |
| «I Specialise in Love»                | 2022 | Non-album single     |
| «So Good»                             | 2022 | Pride. Power. Pop.   |
| «Standing Up for the Lonely»          | 2023 | Pride. Power. Pop.   |
| «Maybe It's You»                      | 2023 | Non-album single     |
| «Guest List»                          | 2023 | Non-album single     |
| «Lonely This Christmas»               | 2023 | Non-album single     |
| «Read My Lips»                        | 2024 |                      |

### Com a artista convidada
| Títol                                                         | Any  | Àlbum |
| ------------------------------------------------------------- | ---- | ----- |
| «UK Hun?» Elenc de RuPaul's Drag Race UK (versió Bananadrama) | 2021 |       |

## Esdeveniments
| Any  | Títol                                                 | Promotora                     | Ubicació | Ref.   |
| ---- | ----------------------------------------------------- | ----------------------------- | --- | ------ |
| 2021 | Drag Queens of Pop                                    | Nimax Theatres                | Vaudeville Theatre | [ 14 ] |
| 2022 | RuPaul's Drag Race UK: The Official Tour              | Voss Events / World of Wonder | Ipswich, Oxford, Edimburg, Glasgow, Newcastle, Nottingham, Bournemouth, Southend, Manchester, Sheffield, Blackpool, Llandudno, Birmingham, Cardiff, Liverpool, Basingstoke, Portsmouth, Plymouth, Londres, Derby, Bristol, Bradford, Stockton, Aberton, Brighton i Newport | [ 50 ] |
| 2024 | RuPaul's Drag Race UK vs The World: The Official Tour | Voss Events / World of Wonder | Glasgow, Newcastle, Manchester, Leeds, Edimburg, Bristol, Londres i Bournemouth | [ 51 ] |